# Bahnhof Lecco
Der Bahnhof Lecco (italienisch: Stazione di Lecco) ist der Bahnhof der norditalienischen Stadt Lecco. Er wird von der Rete Ferroviaria Italiana (RFI), einer Organisationseinheit der Ferrovie dello Stato, betrieben. Von 2001 bis 2018 lag die Vermarktung und Vermietung der Ladenflächen in Hand der Gesellschaft Centostazioni.
Der Bahnhof ist Ausgangspunkt der Bahnstrecken Como–Lecco, Lecco–Brescia und Lecco–Colico. Alle die Strecken wurden von RFI betrieben.

## Lage
Der Bahnhof befindet sich westlich des Stadtzentrums und verfügt insgesamt über fünf Bahnsteiggleise. Das Empfangsgebäude ist ein Typenbau der SFAI, die auch in anderen gleichzeitigen lombardischen Bahnhöfen (Lodi, Mantua, Pavia und Varese) gebaut wurde.

## Geschichte
Der Bahnhof wurde 1863 als Endpunkt der Bahnstrecke Lecco–Bergamo gebaut. 1888 wurde die Bahnstrecke Como–Lecco und 1892 die Bahnstrecke Lecco–Colico eröffnet.

## Verkehr
| Linie | Verlauf |
| ----- | --- |
|       | Lecco – Valmadrera – Civate – Sala al Barro-Galbiate – Oggiono – Molteno – Costa Masnaga – Cassago-Nibionno-Bulciago – Renate-Veduggio – Besana – Villa Raverio – Carate-Calò – Triuggio-Ponte Albiate – Macherio-Canonica – Biassono-Lesmo Parco – Buttafava – Villasanta Parco – Monza Sobborghi – Monza – Sesto San Giovanni – Milano Greco Pirelli – Milano Porta Garibaldi |
|       | Lecco – Lecco Maggianico – Calolziocorte-Olginate – Airuno – Olgiate-Calco-Brivio – Cernusco-Merate – Osnago – Carnate-Usmate – Arcore – Monza – Sesto San Giovanni – Milano Greco Pirelli – Milano Porta Garibaldi |
| RE 8  | Tirano – Tresenda-Aprica-Teglio – Sondrio – Morbegno – Colico – Bellano-Tartavalle Terme – Varenna-Esino-Perledo – Lecco – Monza – Milano Centrale |
| R 7   | Lecco – Lecco Maggianico – Vercurago-San Girolamo – Calolziocorte-Olginate – Cisano-Caprino Bergamasco – Pontida – Ambivere-Mapello – Ponte San Pietro – Bergamo |
| R 13  | Sondrio – San Pietro Berbenno – Ardenno-Masino – Talamona – Morbegno – Cosio-Traona – Delebio – Colico – Piona – Dorio – Dervio – Bellano-Tartavalle Terme – Varenna-Esino-Perledo – Fiumelatte – Lierna – Olcio – Mandello del Lario – Abbadia Lariana – Lecco |